# James Situma
James Wakhungu Situma (* 11. November 1984 in Ndivisi, Bungoma) ist ein ehemaliger kenianischer Fußballspieler.

## Leben
James Situma wurde am 11. November 1984 als zweites von drei Kindern in Ndivisi geboren. Die ersten fünf Jahre besuchte er die Misikhu R.C Primary School, für die restlichen drei Jahre die Ndivisi Primary School. Danach ging Situma auf die weiterführende Schule Sirakaru Secondary School in Tongaren. 2003 schloss er seine Schulbildung ab.

## Karriere

### Verein
In seiner Jugend spielte James Situma erst beim lokalen Verein Ndivisi United und später als Kapitän bei seiner weiterführenden Schule. Es gab Freundschaftsspiele gegen die lokalen KPL-Vereine Mumias Sugar und Nzoia Sugar FC. Von letzterem Verein wurde er 2003 während seines letzten Schuljahrs unter Vertrag genommen. Nach der Saison 2004/05 löste sich Nzoia Sugar auf und er wechselte zum World Hope FC, mit denen er im gleichen Jahr den President’s Cup gewann. 2007 unterschrieb Situma bei Sofapaka in der zweiten Liga und wurde nach zwei Wochen Kapitän. Dort gewann er erneut den President’s Cup und stieg 2008 wieder in die KPL auf. 2009 wurde er mit Sofapaka Meister und gewann 2010 zum dritten Mal den nationalen Pokal.
Mitte 2011 wechselte James Situma zu KF Tirana, war damit der erste Kenianer der in Albaniens Kategoria Superiore spielte und gewann kurz danach den albanischen Pokal. Als er im November 2011 für ein Qualifikationsspiel bei der Fußball-Afrikameisterschaft 2012 gegen Uganda in Kenia war, lief sein Visum ab. Die Erneuerung in ein längeres Visum funktionierte nicht reibungslos; um die Zeit zu überbrücken trainierte Situma bei seinem alten Verein Sofapaka. Durch einen Wechsel der Besitzer KF Tiranas wurden jedoch laut Sofapaka-Präsident Elly Kalekwa keine Transfergebühren gezahlt und so wurde sein Vertrag, genauso wie der von Thika United nach Tirana gewechselte Moses Arita, aufgelöst. Situma spielte daraufhin erneut bei Sofapaka und übernahm dort wieder die Rolle als Kapitän.
2013 lief Situma Vertrag mit Sofapaka aus und er wechselte zur Saison 2014 zum AFC Leopards. Es blieb eine kurze Station, da er bereits 2015 zum Tusker FC Nairobi ging. Mit der Mannschaft gelang ihm im Folgejahr das Double in Kenia. Dann spielte Situma für die Kakamega Homeboyz FC, und bis zu seinem Karriereende 2019 war er für Mathare United aktiv.

### Nationalmannschaft
Sein Debüt in der Nationalmannschaft hatte Situma am 9. Januar 2010 bei einem Freundschaftsspiel gegen Kamerun, bei dem er das 1:0 durch einen Freistoß schoss und in der 57. Minute ausgewechselt wurde. Kenia verlor das Spiel jedoch 1:3. Situma war Teil der Mannschaft, die den CECAFA-Cup 2013 gewann. Bis 2016 absolvierte er 40 Partien für das Nationalteam und erzielte dabei zwei Treffer.

## Erfolge
Verein
- Kenianischer Pokalsieger: 2005, 2007, 2010, 2016
- Kenianischer Meister: 2009, 2016
- Albanischer Superpokalsieger: 2011

Nationalmannschaft
- CECAFA-Cup-Sieger: 2013